# Frank Friday Fletcher
Frank Friday Fletcher (ur. 23 listopada 1855 w Oskaloosa, zm. 28 listopada 1928 w Nowym Jorku) – admirał marynarki wojennej Stanów Zjednoczonych, naczelny dowódca Floty Atlantyku (ang. United States Atlantic Fleet). Stryj admirała Franka Jacka Fletchera.

## Życiorys

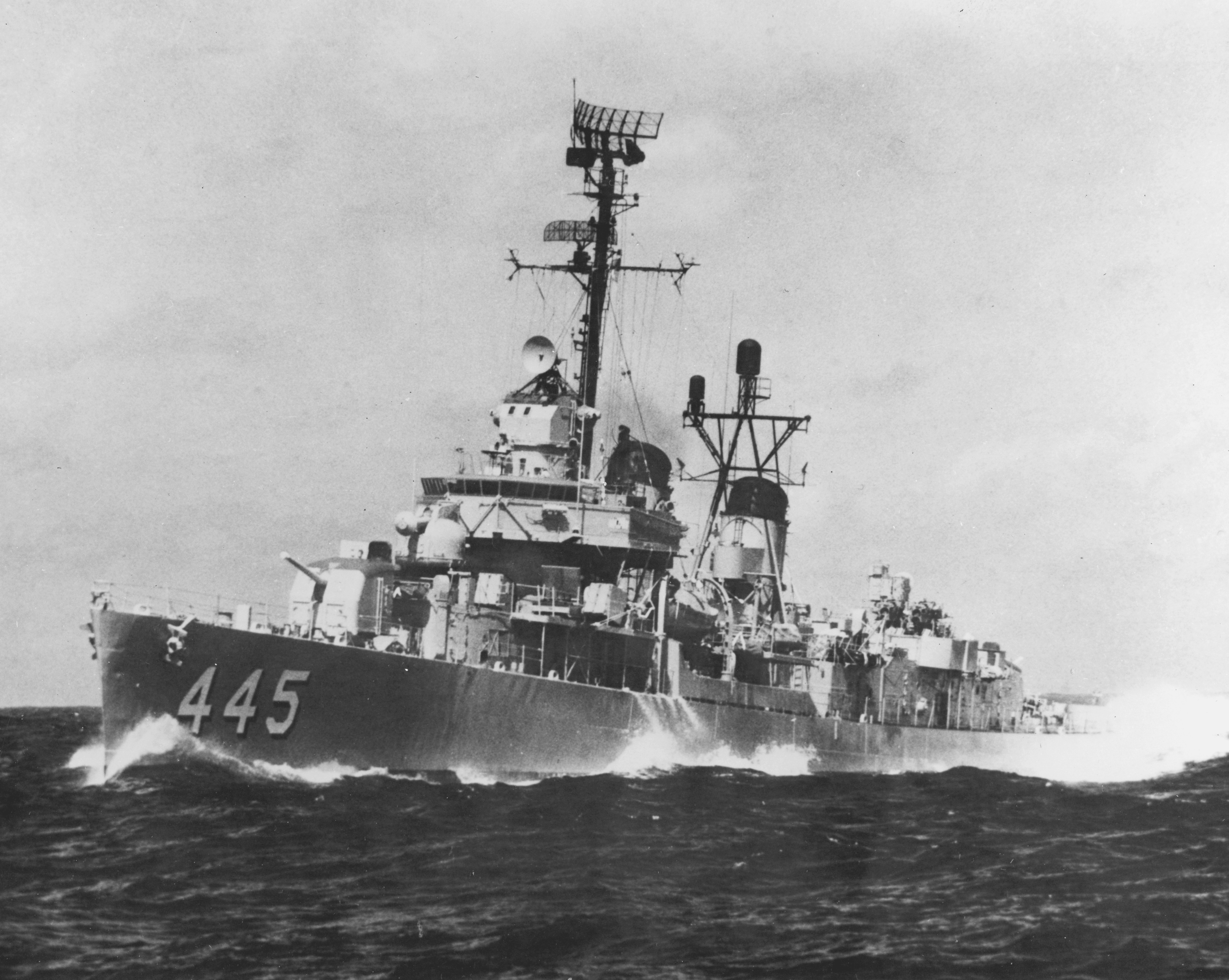
USS „Fletcher” (DD-445)

Akademię Marynarki Wojennej ukończył w 1875. W kwietniu 1914 – na czele 1. Dywizjonu Floty Atlantyku – dowodził lądowaniem wojsk amerykańskich w Veracruz, za co otrzymał Medal of Honor. W latach 1914–1916 był głównodowodzącym Floty Atlantyku. 10 marca 1915 został awansowany stopień admirała. Po zakończeniu I wojny światowej – za zasługi w której otrzymał Distinguished Service Medal – był członkiem Kolegium Połączonych Szefów Sztabów, aż do odejścia w stan spoczynku 23 listopada 1919. Z. Do służby czynnej powoływany był jeszcze dwukrotnie, w 1925 pracował nad efektywniejszym wykorzystaniem lotnictwa morskiego w działaniach obronnych.

## Pamięć
Imieniem admirała Franka Fridaya Fletchera nazwano zwodowany w 1942 niszczyciel USS „Fletcher”.